# Kujō Noriie
Kujō Noriie (九条教家, [[[1194]] - 1255] Erro: {{japonês}}: texto da transliteração contém caractere não latino (pos 19) (ajuda)), foi membro do Ramo Kujō  do Clã Fujiwara.

## Vida
Segundo filho de Yoshitsune, sua mãe era filha de Ichijō Yoshiyasu
Em janeiro de 1214 foi nomeado Chūnagon
Em dezembro de 1218 foi nomeado Dainagon
Em 1225 entrou para o sacerdócio budista ficando conhecido como Guzei